# Alba Montserrat Tarín
Alba Montserrat Tarín (Barcelona, 9 de juny de 1984) és una futbolista catalana que va jugar de portera al RCD Espanyol de la Superlliga Femenina d'Espanya.
Va començar a practicar el futbol amb onze anys i va formar-se en les categories inferiors del FC Barcelona. A més, va ser la portera titular de la Selecció catalana des dels 14 anys, guanyant diversos Campionats d'Espanya sub-17 i sub-21. El 2003 va fitxar pel CE Sabadell i va debutar en la Superlliga, aconseguint el subcampionat i també essent finalista de la Copa de la Reina. El 2006 viatjà a Portugal i allà recala al 1r Dezembro de la Lliga Portuguesa Femenina fins que la fitxa el CF Llers de Figueres i passa una temporada a Nacional. Ràpidament, ja el 2007, fitxa per l'UE l'Estartit de la Superlliga i està fins al 2010, any en què fitxa per l'Espanyol, però de nou es queda a les portes d'obtenir el campionat de Lliga i de Copa, per un sol gol a la final de les dues competicions.
La temporada 2011-12 jugà al RCD Espanyol, amb el qual guanyà la Copa de la Reina (2012).
| Club     | Temporada | Categoria     | Totals | Totals |
| Club     | Temporada | Categoria     | Jugats | Gols   |
| -------- | --------- | ------------- | ------ | ------ |
| CF Llers | 2006-2007 | Nacional (2a) |        |        |

## Palmarès
- 1 Copa espanyola de futbol femenina (2012)
- 1 Copa Catalunya de futbol femenina (2010)
- Campiona del Campionat d'Espanya de Futbol Sub-17 i Sub-21 entre 1998 i 2005 amb la selecció de futbol de Catalunya.[1]